# Albrecht Claus
Albrecht Claus (* 29. Juni 1896 in Thale; † 1963 oder 1965 in Oberlahnstein) war Bürgermeister der Stadt Oberlahnstein und Regierungsdirektor in Bromberg.

## Leben
Albrecht Claus war nach dem Kriegsabitur Ende 1914 als Kriegsfreiwilliger beim 1. Brandenburgischen Ulanen-Regiment Nr. 3 im Einsatz, wurde im Krieg verwundet und begann mit dem Studium der Rechtswissenschaften in Berlin. Er ging auf den Kriegsschauplatz zurück und nahm als Student an den Spartakistenkämpfen teil. Sein Jurastudium setzte Claus in Tübingen und Marburg fort. Seit 1919 war er Mitglied des Corps Suevia Tübingen. Bevor er am 2. November 1920 zum Gerichtsreferendar beim Oberlandesgericht Kassel ernannt wurde, hatte er als Ordonnanz-Offizier beim Marburger Jäger-Bataillon an den Kämpfen gegen die Rote Armee in Thüringen teilgenommen. 1921 wechselte er als Regierungsreferendar zur Bezirksregierung Potsdam, wurde Assessor und dem Landratsamt Belzig überwiesen.
Am 11. August 1929 erhielt er die Ernennungsurkunde zum Regierungsrat und war davor in verschiedenen Verwaltungen eingesetzt gewesen, so bei der Bezirksregierung Gumbinnen, beim Polizeipräsidium Berlin und bei der Bezirksregierung Merseburg. 1932 erhielt er den Auftrag zur kommissarischen Verwaltung des Landratsamtes Quedlinburg.
Albrecht Claus trat zum 1. Mai 1933 der NSDAP bei (Mitgliedsnummer 2.014.365). Ende 1938 kam er als Oberregierungsrat zur Bezirksregierung Münster und musste bei Kriegsbeginn an den Kämpfen im Zweiten Weltkrieg teilnehmen. Im November 1943 wurde er als Regierungsdirektor an die Bezirksregierung Bromberg versetzt. Im Dezember 1944 zum Leitenden Regierungsdirektor ernannt, war er hier mit der Leitung der Abteilung I befasst. Im Frühjahr 1945 flüchtete er nach Halle a. d. Saale und kam im Juli 1945 als Regierungsdirektor zur Bezirksregierung Merseburg, wo er Leiter des Verkehrsamtes wurde. Nach einer dreijährigen freiberuflichen Tätigkeit fiel seine Wahl zum Bürgermeister der Stadt Oberlahnstein auf den 16. Februar 1949. Seine Wahlzeit lief am 21. Mai 1961 ab. Claus blieb aber noch bis zur Wahl seines Nachfolgers im Amt und ging zum 1. August 1961 in den Ruhestand.